# Gazeran
Gazeran – miejscowość i gmina we Francji, w regionie Île-de-France, w departamencie Yvelines.
Według danych z 1990 r. gminę zamieszkiwało 940 osób, a gęstość zaludnienia wynosiła 36 osób/km² (wśród 1287 gmin regionu Île-de-France Gazeran plasuje się na 643. miejscu pod względem liczby ludności, natomiast pod względem powierzchni na miejscu 36.).